# Cambeva flavopicta
Cambeva flavopicta — вид сомоподібних риб родини Trichomycteridae. Описаний у 2020 році.

## Назва
Латинська назва flavopicta (пофарбований жовтим кольором) відноситься до характерного забарвлення цього виду з жовтими плямами на темно-коричневому фоні.

## Поширення
Ендемік Бразилії. Мешкає у річках у гірській системі Серра-Жерал. Місцями збору були типові гірські річки з швидкоплинними водами. Вид був знайдений поблизу берега річки, який покроитий маргінальною рослинністю.